# Ceyras
Pour les articles homonymes, voir Ceyras (homonymie).
Ceyras (en occitan Seiraç) est une commune française située dans le centre du département de l'Hérault, en région Occitanie.
Exposée à un climat méditerranéen, elle est drainée par la Lergue, la Garelle, le ruisseau de Tieulade et par divers autres petits cours d'eau. La commune possède un patrimoine naturel remarquable composé de deux zones naturelles d'intérêt écologique, faunistique et floristique.
Ceyras est une commune rurale qui compte 1 389 habitants en 2022, après avoir connu une forte hausse de la population depuis 1962.  Elle fait partie de l'aire d'attraction de Montpellier. Ses habitants sont appelés les Ceyradais ou  Ceyradaises.

## Géographie

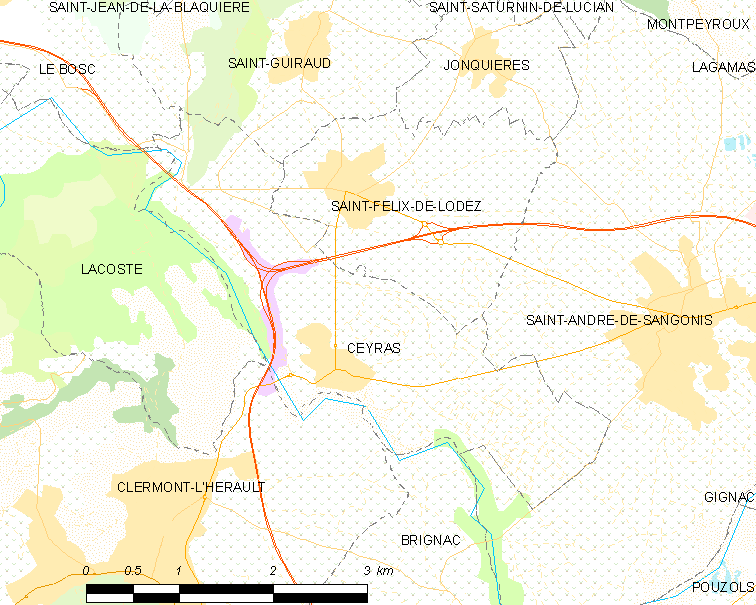
Carte

La commune est située à 40 kilomètres à l'ouest de Montpellier. Elle est traversée par les autoroutes A75 et A750 qui forment la bifurcation de Ceyras.

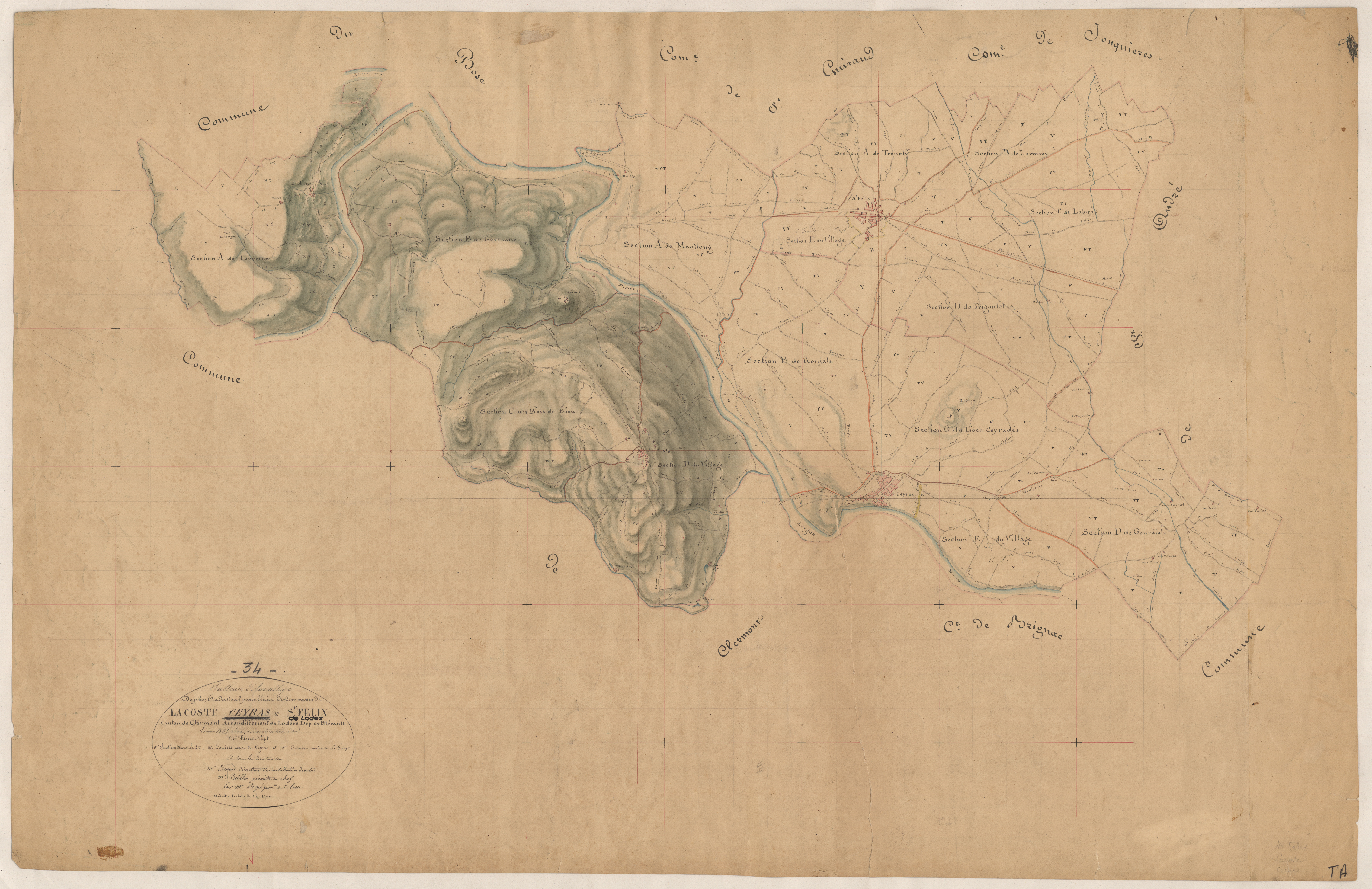
Cadastre napoléonien : tableau d'assemblage (1835).

### Communes limitrophes
| Le Bosc            | Saint-Guiraud | Saint-Félix-de-Lodez    |
| Lacoste            | Ceyras        | Saint-André-de-Sangonis |
| Clermont-l'Hérault | Brignac       | Saint-André-de-Sangonis |

### Climat
Pour des articles plus généraux, voir Climat de l'Occitanie et Climat de l'Hérault.
En 2010, le climat de la commune est de type climat méditerranéen franc, selon une étude s'appuyant sur une série de données couvrant la période 1971-2000. En 2020, Météo-France publie une typologie des climats de la France métropolitaine dans laquelle la commune est exposée à un climat méditerranéen et est dans la région climatique  Provence, Languedoc-Roussillon, caractérisée par une pluviométrie faible en été, un très bon ensoleillement (2 600 h/an), un été chaud (21,5 °C), un air très sec en été, sec en toutes saisons, des vents forts (fréquence de 40 à 50 % de vents > 5 m/s) et peu de brouillards.
Pour la période 1971-2000, la température annuelle moyenne est de 14,6 °C, avec une amplitude thermique annuelle de 16,5 °C. Le cumul annuel moyen de précipitations est de 733 mm, avec 6,7 jours de précipitations en janvier et 2,8 jours en juillet. Pour la période 1991-2020, la température moyenne annuelle observée sur la station météorologique la plus proche, située sur la commune de Saint-André-de-Sangonis à 4 km à vol d'oiseau, est de 15,5 °C et le cumul annuel moyen de précipitations est de 652,4 mm,. Pour l'avenir, les paramètres climatiques de la commune estimés pour 2050 selon différents scénarios d'émission de gaz à effet de serre sont consultables sur un site dédié publié par Météo-France en novembre 2022.

### Milieux naturels et biodiversité
L’inventaire des zones naturelles d'intérêt écologique, faunistique et floristique (ZNIEFF) a pour objectif de réaliser une couverture des zones les plus intéressantes sur le plan écologique, essentiellement dans la perspective d’améliorer la connaissance du patrimoine naturel national et de fournir aux différents décideurs un outil d’aide à la prise en compte de l’environnement dans l’aménagement du territoire.
Une ZNIEFF de type 1 est recensée sur la commune :
la « vallée de la Lergue » (225 ha), couvrant 8 communes du département et une ZNIEFF de type 2, : 
le « cours moyen de l'Hérault et de la Lergue » (976 ha), couvrant 22 communes du département.

Carte des ZNIEFF de type 1 et 2 à Ceyras.
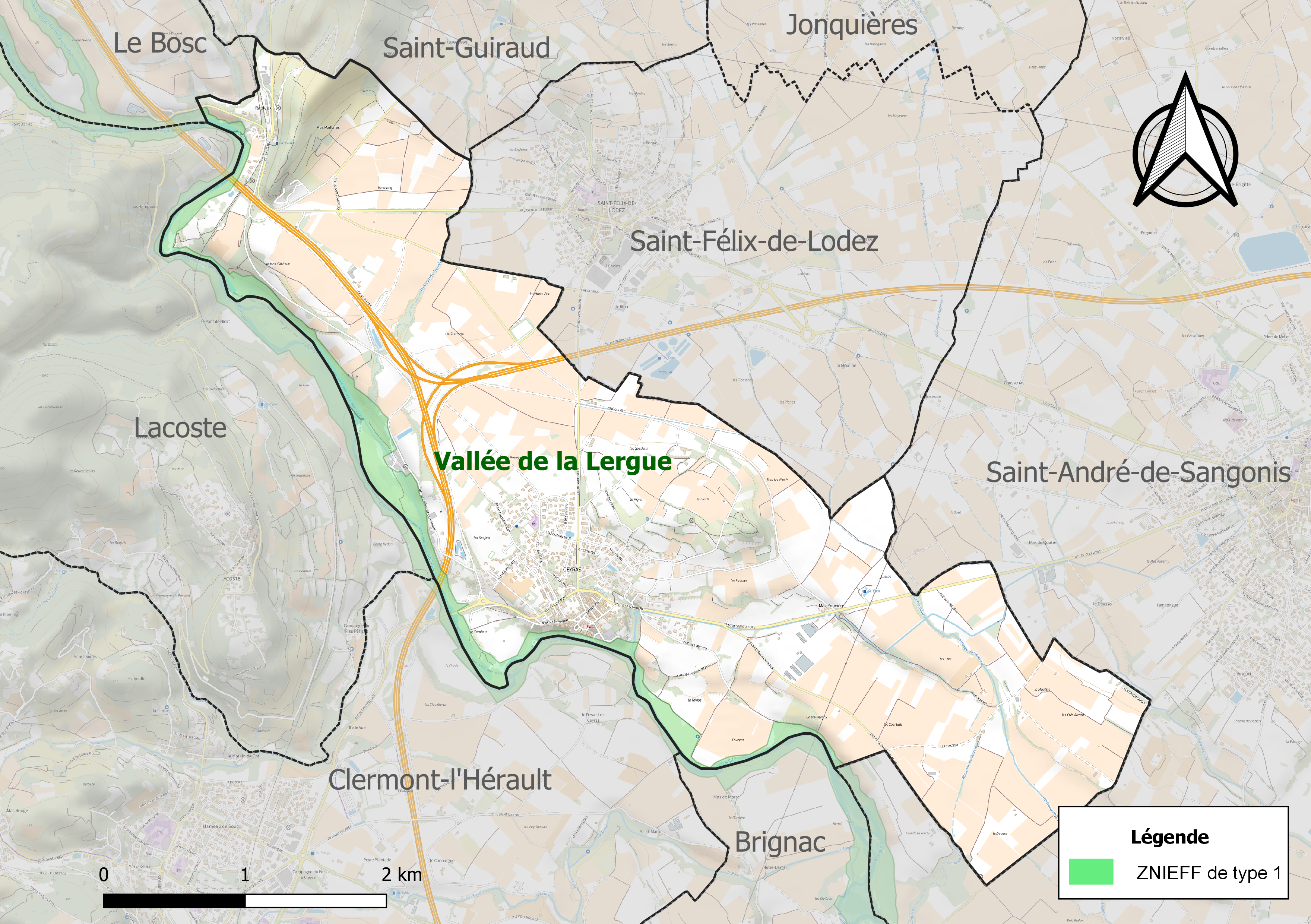
Carte de la ZNIEFF de type 1 sur la commune.
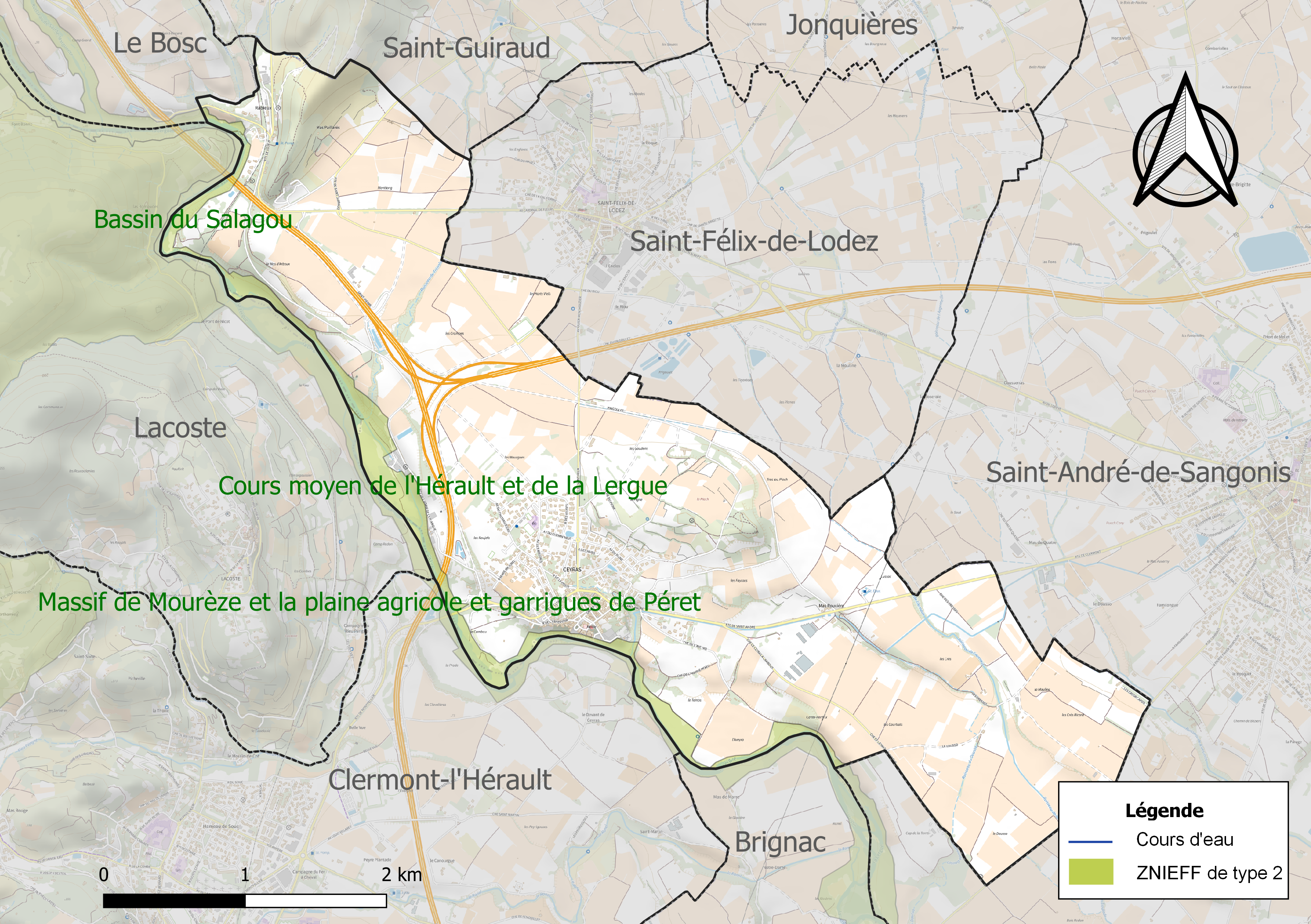
Carte de la ZNIEFF de type 2 sur la commune.

## Urbanisme

### Typologie
Au 1er janvier 2024, Ceyras est catégorisée bourg rural, selon la nouvelle grille communale de densité à sept niveaux définie par l'Insee en 2022.
Elle est située hors unité urbaine. Par ailleurs la commune fait partie de l'aire d'attraction de Montpellier, dont elle est une commune de la couronne,. Cette aire, qui regroupe 161 communes, est catégorisée dans les aires de 700 000 habitants ou plus (hors Paris),.

### Occupation des sols
L'occupation des sols de la commune, telle qu'elle ressort de la base de données européenne d’occupation biophysique des sols Corine Land Cover (CLC), est marquée par l'importance des territoires agricoles (80,8 % en 2018), en diminution par rapport à 1990 (84,6 %). La répartition détaillée en 2018 est la suivante : 
cultures permanentes (77 %), zones urbanisées (7,8 %), zones industrielles ou commerciales et réseaux de communication (4,6 %), zones agricoles hétérogènes (3,8 %), forêts (3,6 %), milieux à végétation arbustive et/ou herbacée (3,3 %). L'évolution de l’occupation des sols de la commune et de ses infrastructures peut être observée sur les différentes représentations cartographiques du territoire : la carte de Cassini (XVIIIe siècle), la carte d'état-major (1820-1866) et les cartes ou photos aériennes de l'IGN pour la période actuelle (1950 à aujourd'hui).

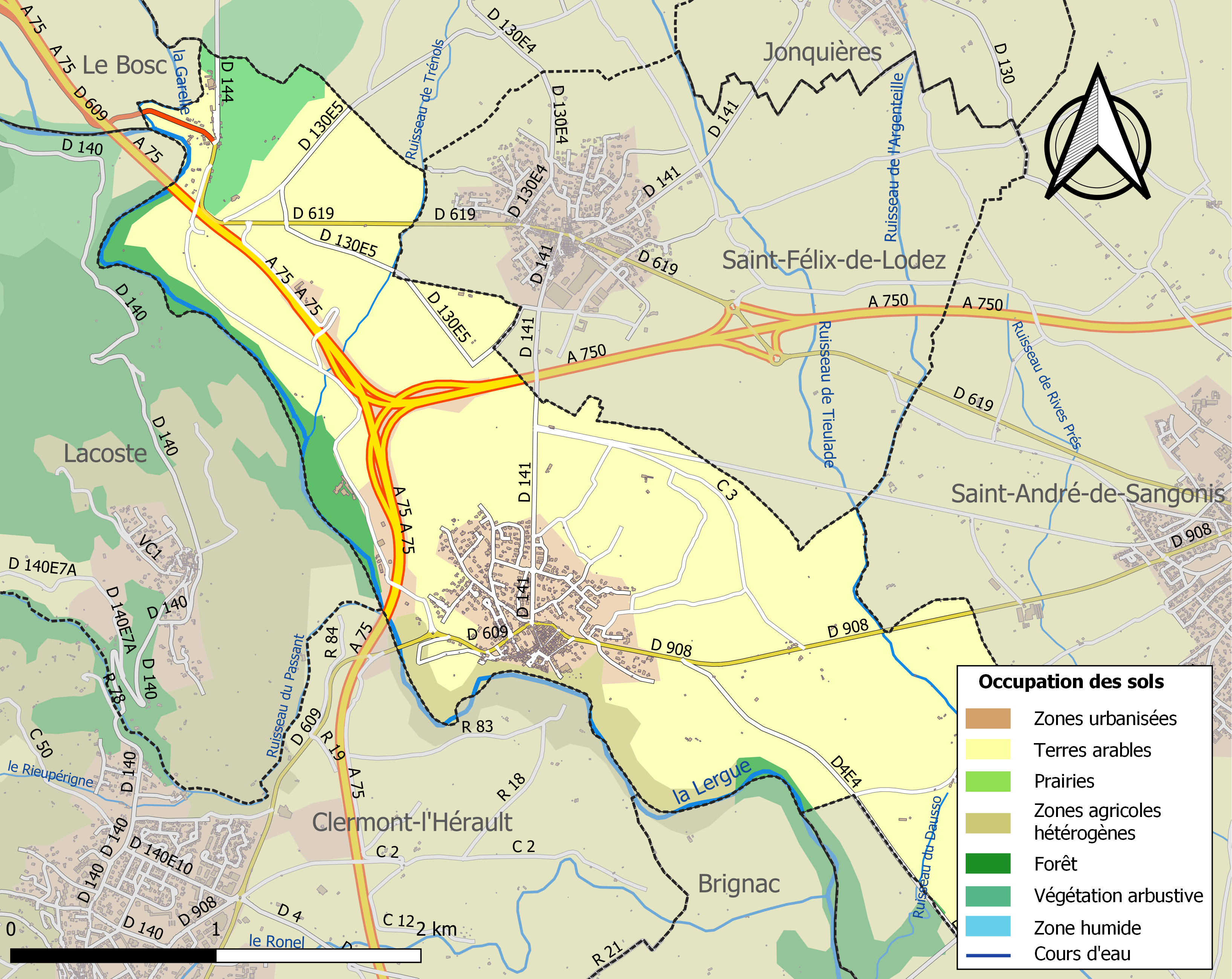
Carte des infrastructures et de l'occupation des sols de la commune en 2018 (CLC).

### Risques majeurs
Le territoire de la commune de Ceyras est vulnérable à différents aléas naturels : météorologiques (tempête, orage, neige, grand froid, canicule ou sécheresse), inondations, feux de forêts, mouvements de terrains et séisme (sismicité faible). Il est également exposé à deux risques technologiques,  le transport de matières dangereuses et la rupture d'un barrage, et à un risque particulier : le risque de radon. Un site publié par le BRGM permet d'évaluer simplement et rapidement les risques d'un bien localisé soit par son adresse soit par le numéro de sa parcelle.

#### Risques naturels
Certaines parties du territoire communal sont susceptibles d’être affectées par le risque d’inondation par débordement de cours d'eau, notamment la Lergue. La commune a été reconnue en état de catastrophe naturelle au titre des dommages causés par les inondations et coulées de boue survenues en 1982, 2006, 2014, 2015, 2016 et 2019,.
Ceyras est exposée au risque de feu de forêt. Un plan départemental de protection des forêts contre les incendies (PDPFCI) a été approuvé en juin 2013 et court jusqu'en 2022, où il doit être renouvelé. Les mesures individuelles de prévention contre les incendies sont précisées par deux arrêtés préfectoraux et s’appliquent dans les zones exposées aux incendies de forêt et à moins de 200 mètres de celles-ci. L’arrêté du 25 avril 2002 réglemente l'emploi du feu en interdisant notamment d’apporter du feu, de fumer et de jeter des mégots de cigarette dans les espaces sensibles et sur les voies qui les traversent sous peine de sanctions. L'arrêté du 11 mars 2013 rend le débroussaillement obligatoire, incombant au propriétaire ou ayant droit,.

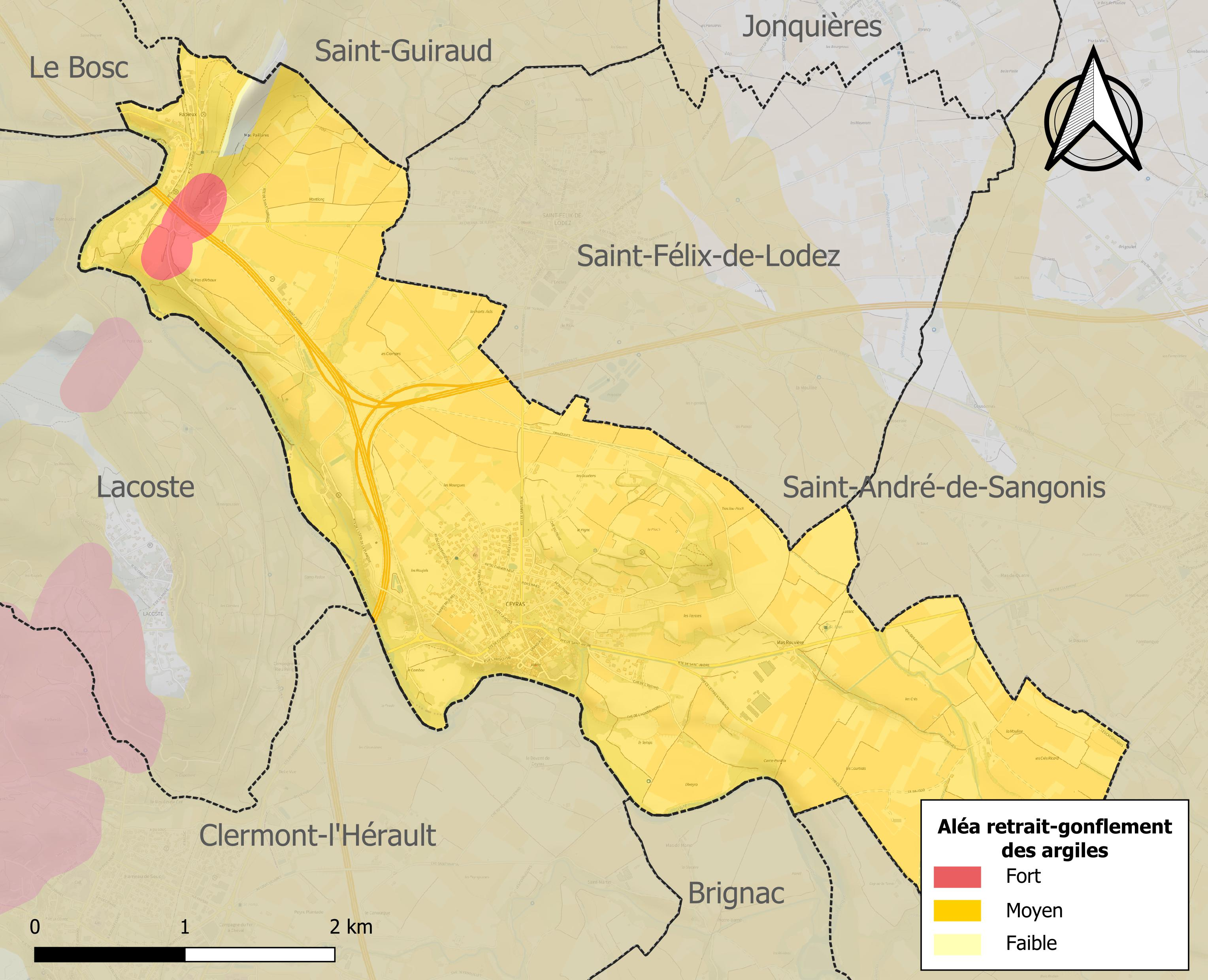
Carte des zones d'aléa retrait-gonflement des sols argileux de Ceyras.

La commune est vulnérable au risque de mouvements de terrains constitué principalement du retrait-gonflement des sols argileux. Cet aléa est susceptible d'engendrer des dommages importants aux bâtiments en cas d’alternance de périodes de sécheresse et de pluie. 99,3 % de la superficie communale est en aléa moyen ou fort (59,3 % au niveau départemental et 48,5 % au niveau national). Sur les 549 bâtiments dénombrés sur la commune en 2019, 548 sont en aléa moyen ou fort, soit 100 %, à comparer aux 85 % au niveau départemental et 54 % au niveau national. Une cartographie de l'exposition du territoire national au retrait gonflement des sols argileux est disponible sur le site du BRGM,.
Par ailleurs, afin de mieux appréhender le risque d’affaissement de terrain, l'inventaire national des cavités souterraines permet de localiser celles situées sur la commune.

#### Risques technologiques
Le risque de transport de matières dangereuses sur la commune est lié à sa traversée par des infrastructures routières ou ferroviaires importantes ou la présence d'une canalisation de transport d'hydrocarbures. Un accident se produisant sur de telles infrastructures est susceptible d’avoir des effets graves sur les biens, les personnes ou l'environnement, selon la nature du matériau transporté. Des dispositions d’urbanisme peuvent être préconisées en conséquence.
La commune est en outre située en aval du Barrage du Salagou, un ouvrage de classe A sur le Salagou, mis en service en 1968 et disposant d'une retenue de 102 millions de mètres cubes. À ce titre elle est susceptible d’être touchée par l’onde de submersion consécutive à la rupture de cet ouvrage.

#### Risque particulier
Dans plusieurs parties du territoire national, le radon, accumulé dans certains logements ou autres locaux, peut constituer une source significative d’exposition de la population aux rayonnements ionisants. Certaines communes du département sont concernées par le risque radon à un niveau plus ou moins élevé. Selon la classification de 2018, la commune de Ceyras est classée en zone 3, à savoir zone à potentiel radon significatif.

## Économie

### Revenus
En 2018, la commune compte 552 ménages fiscaux, regroupant 1 382 personnes. La médiane du revenu disponible par unité de consommation est de 20 350 € (20 330 € dans le département).

### Emploi
|                | 2008   | 2013   | 2018  |
| -------------- | ------ | ------ | ----- |
| Commune        | 9,2 %  | 12,2 % | 8,5 % |
| Département    | 10,1 % | 11,9 % | 12 %  |
| France entière | 8,3 %  | 10 %   | 10 %  |

En 2018, la population âgée de 15 à 64 ans s'élève à 859 personnes, parmi lesquelles on compte 78 % d'actifs (69,5 % ayant un emploi et 8,5 % de chômeurs) et 22 % d'inactifs,. En  2018, le taux de chômage communal (au sens du recensement) des 15-64 ans est inférieur à celui de la France et du département, alors qu'en 2008 il était supérieur à celui de la France.
La commune fait partie de la couronne de l'aire d'attraction de Montpellier, du fait qu'au moins 15 % des actifs travaillent dans le pôle,. Elle compte 173 emplois en 2018, contre 161 en 2013 et 146 en 2008. Le nombre d'actifs ayant un emploi résidant dans la commune est de 603, soit un indicateur de concentration d'emploi de 28,6 % et un taux d'activité parmi les 15 ans ou plus de 63,3 %.
Sur ces 603 actifs de 15 ans ou plus ayant un emploi, 66 travaillent dans la commune, soit 11 % des habitants. Pour se rendre au travail, 91,6 % des habitants utilisent un véhicule personnel ou de fonction à quatre roues, 2,5 % les transports en commun, 2,9 % s'y rendent en deux-roues, à vélo ou à pied et 2,9 % n'ont pas besoin de transport (travail au domicile).

### Activités hors agriculture

#### Secteurs d'activités
110 établissements sont implantés  à Ceyras au 31 décembre 2019. Le tableau ci-dessous en détaille le nombre par secteur d'activité et compare les ratios avec ceux du département,.
| Secteur d'activité                                                                                        | Commune | Commune | Département |
| Secteur d'activité                                                                                        | Nombre  | %       | %           |
| --- | ------- | ------- | ----------- |
| Ensemble                                                                                                  | 110     | 100 %   | (100 %)     |
| Industrie manufacturière, industries extractives et autres                                                | 16      | 14,5 %  | (6,7 %)     |
| Construction                                                                                              | 20      | 18,2 %  | (14,1 %)    |
| Commerce de gros et de détail, transports, hébergement et restauration                                    | 24      | 21,8 %  | (28 %)      |
| Information et communication                                                                              | 3       | 2,7 %   | (3,3 %)     |
| Activités financières et d'assurance                                                                      | 2       | 1,8 %   | (3,2 %)     |
| Activités immobilières                                                                                    | 6       | 5,5 %   | (5,3 %)     |
| Activités spécialisées, scientifiques et techniques et activités de services administratifs et de soutien | 14      | 12,7 %  | (17,1 %)    |
| Administration publique, enseignement, santé humaine et action sociale                                    | 16      | 14,5 %  | (14,2 %)    |
| Autres activités de services                                                                              | 9       | 8,2 %   | (8,1 %)     |

Le secteur du commerce de gros et de détail, des transports, de l'hébergement et de la restauration est prépondérant sur la commune puisqu'il représente 21,8 % du nombre total d'établissements de la commune (24 sur les 110 entreprises implantées  à Ceyras), contre 28 % au niveau départemental.

#### Entreprises et commerces
Les cinq entreprises ayant leur siège social sur le territoire communal qui génèrent le plus de chiffre d'affaires en 2020 sont : 
- Domaine Des Cres Ricards, culture de la vigne (437 k€) ;
- L Atelier Nomade, services des traiteurs (394 k€) ;
- Graves Usinage, mécanique industrielle (158 k€) ;
- Millbat, travaux de maçonnerie générale et gros œuvre de bâtiment (121 k€) ;
- Les Ecuries De Goudens, enseignement de disciplines sportives et d'activités de loisirs (77 k€).

### Agriculture
La commune est dans le « Soubergues », une petite région agricole occupant le nord-est du département de l'Hérault. En 2020, l'orientation technico-économique de l'agriculture  sur la commune est la viticulture.
|               | 1988 | 2000 | 2010 | 2020 |
| ------------- | ---- | ---- | ---- | ---- |
| Exploitations | 65   | 34   | 23   | 19   |
| SAU (ha)      | 384  | 329  | 244  | 250  |

Le nombre d'exploitations agricoles en activité et ayant leur siège dans la commune est passé de 65 lors du recensement agricole de 1988  à 34 en 2000 puis à 23 en 2010 et enfin à 19 en 2020, soit une baisse de 71 % en 32 ans. Le même mouvement est observé à l'échelle du département qui a perdu pendant cette période 67 % de ses exploitations,. La surface agricole utilisée sur la commune a également diminué, passant de 384 ha en 1988 à 250 ha en 2020. Parallèlement la surface agricole utilisée moyenne par exploitation a augmenté, passant de 6 à 13 ha.

## Histoire
Lors de la Révolution française, les citoyens de la commune se réunissent au sein de la société révolutionnaire, créée en l’an II.
De 1896 à 1953, Ceyras a bénéficié d'une gare sur la ligne de Montpellier à Rabieux exploitée par les Chemins de fer de l'Hérault. Un projet de vélorail est à l'étude en 2019.

## Politique et administration
| Période   | Période   | Identité            | Étiquette | Qualité                                              |
| --------- | --------- | ------------------- | --------- | ---------------------------------------------------- |
| 1947      | 1965      | Jules Dusséris      |           |                                                      |
| 1965      | 1977      | Marcel Prat         |           |                                                      |
| 1977      | 1983      | Michel Raynard      |           |                                                      |
| 1983      | mars 2001 | Joseph Gleyze       |           |                                                      |
| mars 2001 | en cours  | Jean-Claude Lacroix | PS        | Fonctionnaire Président de la Communauté de Communes |

## Démographie

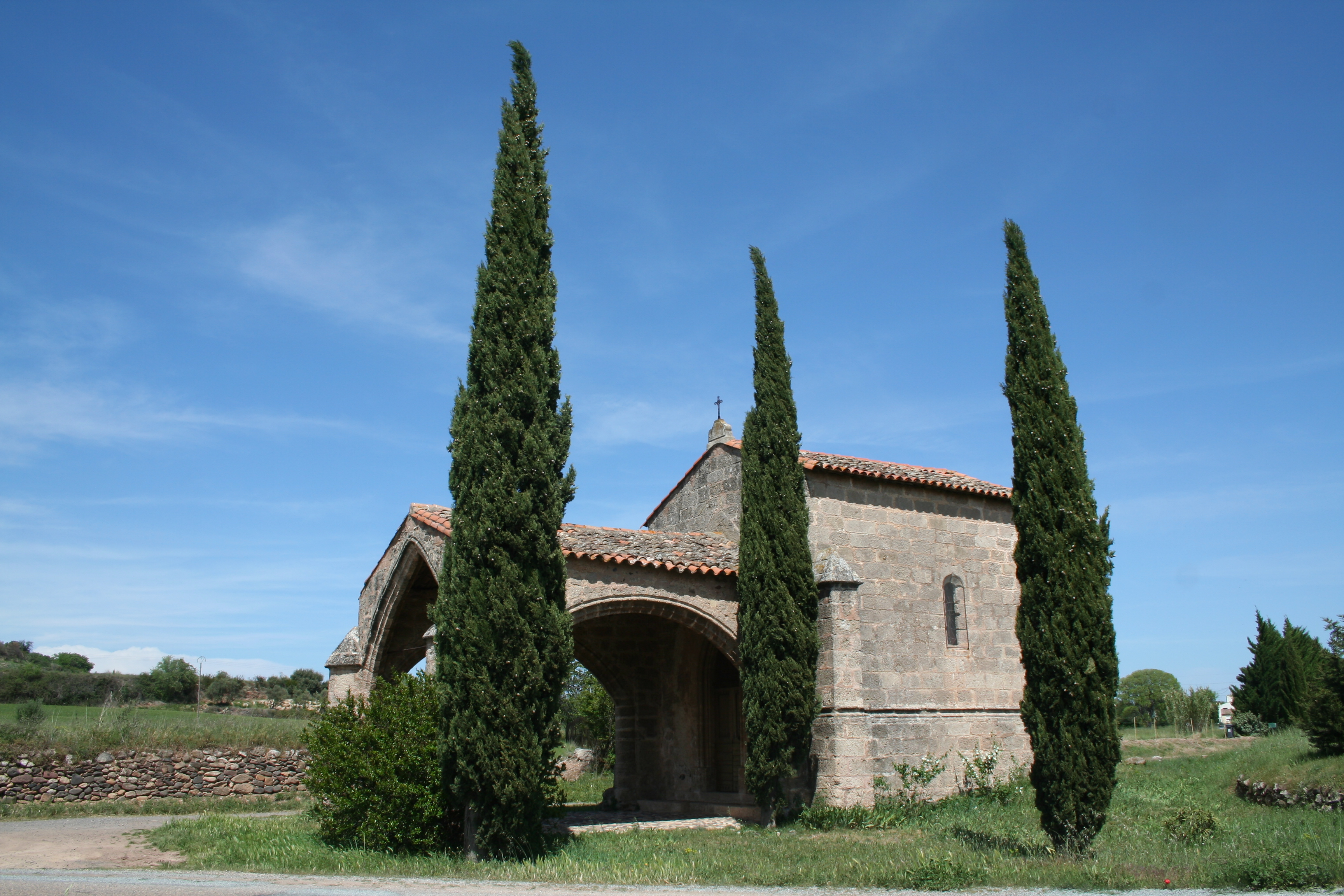
Chapelle Notre-Dame-de-l'Hortus.

Au dernier recensement, la commune comptait 1389 habitants.
| 1793 | 1800 | 1806 | 1821 | 1831 | 1836 | 1841 | 1846 | 1851 |
| ---- | ---- | ---- | ---- | ---- | ---- | ---- | ---- | ---- |
| 578  | 553  | 717  | 732  | 661  | 701  | 760  | 736  | 720  |

| 1856 | 1861 | 1866 | 1872 | 1876 | 1881 | 1886 | 1891 | 1896 |
| ---- | ---- | ---- | ---- | ---- | ---- | ---- | ---- | ---- |
| 630  | 712  | 698  | 675  | 706  | 635  | 631  | 640  | 704  |

| 1901 | 1906 | 1911 | 1921 | 1926 | 1931 | 1936 | 1946 | 1954 |
| ---- | ---- | ---- | ---- | ---- | ---- | ---- | ---- | ---- |
| 710  | 650  | 655  | 629  | 609  | 615  | 531  | 532  | 514  |

| 1962 | 1968 | 1975 | 1982 | 1990 | 1999 | 2004 | 2006 | 2009  |
| ---- | ---- | ---- | ---- | ---- | ---- | ---- | ---- | ----- |
| 503  | 503  | 513  | 602  | 681  | 725  | 881  | 895  | 1 065 |

| 2014  | 2019  | 2022  | - | - | - | - | - | - |
| ----- | ----- | ----- | - | - | - | - | - | - |
| 1 391 | 1 368 | 1 389 | - | - | - | - | - | - |

## Culture locale et patrimoine

### Lieux et monuments

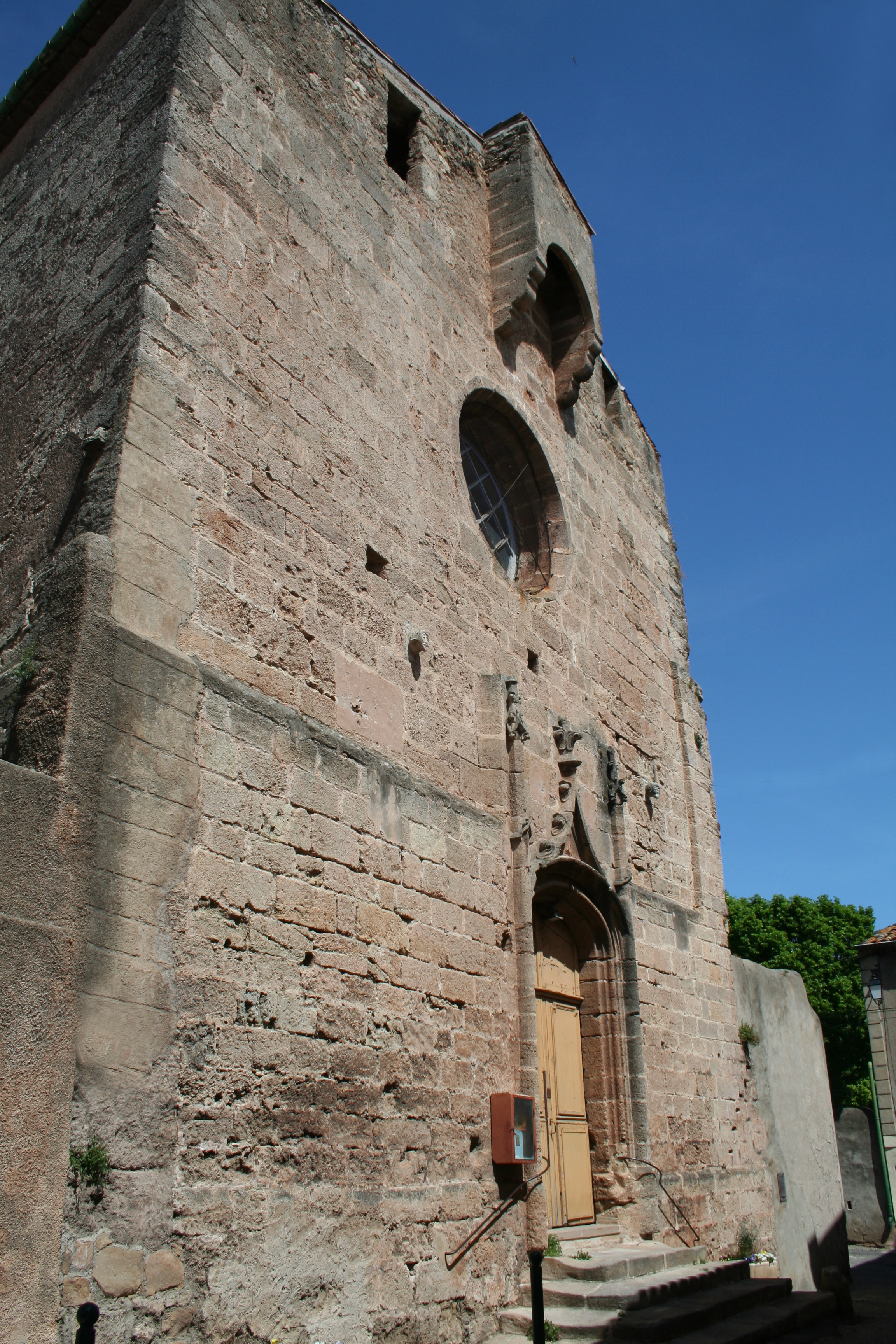
Église Saint-Saturnin de Ceyras

- Église Saint-Saturnin de CeyrasChapelle Notre-Dame-d'Hortus (XIVe – XVe siècle). Le narthex daterait du XVe siècle. L'édifice a été inscrit au titre des monuments historiques en 1939[30].
- Chapelle Saint-Pierre-de-Léneyrac. L'édifice a été inscrit au titre des monuments historiques en 1999[31].
- Église Saint-Saturnin de Ceyras. L'édifice est référencé dans la base Mérimée et à l'Inventaire général Région Occitanie[32]. De nombreux objets sont référencés dans la base Palissy (voir les notices liées)[32].

### Héraldique
| Blason de Ceyras | Les armes de Ceyras se blasonnent ainsi : d'argent au lion de sable.. |